# Robert G. Edwards
Sir Robert Geoffrey Edwards (27 tháng 9 năm 1925 – 10 tháng 4 năm 2013).là một nhà y học người Anh, nhà bác học, công tác tại Đại học Cambridge. Năm 2010, Robert Geoffrey Edwards đã đoạt Giải Nobel Sinh lý và Y khoa cho thành tựu phát triển kỹ thuật thụ tinh trong ống nghiệm. Ông sinh ngày 27 tháng 9 năm 1925 tại Manchester, Anh.
Cùng với Patrick Steptoe (1913 – 1988), Edwards đã thành công trong việc phát triển kỹ thuật thụ tinh trong ống nghiệm và đã dẫn đến việc ra đời đứa bé đầu tiên được thụ tinh trong ống nghiệm Louise Brown vào ngày 25 tháng 7 năm 1978.

## Tiểu sử
Robert Edwards sinh năm 1925 tại Manchester, Vương quốc Anh. Ông phục vụ trong quân đội, đã từng chiến đấu chống phát xít trong Thế chiến II. Sau khi giải ngũ ông theo học Trường Đại học Edingburg. Tốt nghiệp đại học, ông về làm công tác nghiên cứu khoa học tại Trường ĐH Bangor, phía Bắc xứ Walles.
Ông bảo vệ luận án tiến sĩ năm 1955 về sự phát triển của phôi chuột. Ngay từ lúc đó ông đã tạo ra được một vài con chuột từ ống nghiệm. Ba năm sau tại Viện nghiên cứu y học quốc gia London, ông bắt đầu tìm hiểu quá trình thụ thai của con người. Được biết những thành tựu của nhà phụ khoa học Pratrick Steptoe về kỹ thuật soi ổ bụng, ông đề nghị được hợp tác nghiên cứu và hai người làm việc bên nhau đến khi về hưu.
Năm 1968, hai nhà khoa học này đã thành công trong việc thụ tinh nhân tạo đầu tiên trên thế giới. Nhưng phải đợi đến 10 năm sau – ngày 25/6/1978 – một cô bé "từ ống nghiệm" mới chính thức ra đời. Cô bé Louise Brown nay đã 34 tuổi. Năm 2007, cô đã sinh con cũng bằng phương pháp chính cô được sinh ra.
Năm 2010, Edwards được trao giải Nobel về Sinh học và Y học với công nghệ mang tính cách mạng trong y học của mình. Song rất tiếc là người đồng phát minh của ông là nhà bác học Patrick Steptoe đã không được nhận giải vì hai năm trước đó ông đã qua đời.
Năm 2011 Edwards được Nữ hoàng Anh phong tước Hiệp sĩ. Số người ra đời bằng phương pháp của hai ông nay đã lên tới 5 triệu. Hàng năm bằng phương pháp thụ tinh nhân tạo đã cho 350 nghìn đứa trẻ được làm người.
Robert Edwards đã từ trần ngày 10 tháng 4 năm 2013 ở tuổi 87.

## Cống hiến
Việc phát minh ra công nghệ thụ tinh trong ống nghiệm, Robert Edwards đã tạo ra cuộc sống cho 5 triệu đứa trẻ (tính đến khi ông mất), mang lại hạnh phúc cho biết bao cặp vợ chồng vô sinh..